# Terry Notary

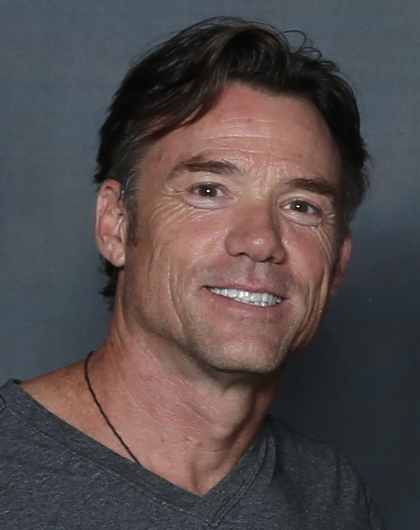
Terry Notary

Terry Notary, född 14 augusti 1968 i San Rafael, Kalifornien, är en amerikansk skådespelare, stuntman och rörelsepedagog. Notary har bakgrund som gymnast och akrobat hos Cirque du Soleil. Han är känd som instruktör och för sina egna motion capture-insatser i djurroller, i produktioner som Avatar, Apornas planet-filmserien och Kong: Skull Island. Han spelar performancekonstnären Oleg i Ruben Östlunds film The square från 2017.

## Filmer i urval
- 2009 – Avatar
- 2011 – Apornas planet: (r)evolution
- 2014 – Apornas planet: Uppgörelsen
- 2016 – Warcraft: The Beginning
- 2017 – Apornas planet: Striden
- 2017 – Kong: Skull Island
- 2017 – The Square
- 2018 – Avengers: Infinity War